# Giuseppe Farina
Emilio Giuseppe Farina, conegut esportivament com Nino Farina, (Torí, 30 d'octubre de 1906 - Chambéry, 30 de juny de 1966) va ser un pilot de Fórmula 1 italià. Va ser el primer campió mundial de la categoria l'any 1950.

## Biografia
Va néixer a Torí, Itàlia i va començar a córrer amb Maserati, encara que la seva carrera no va destacar fins que va passar a córrer amb Alfa Romeo, on va tenir com company d'equip a Tazio Nuvolari. Des de 1937, Farina va guanyar diversos Grans Premis menors, que li van permetre obtenir el títol de campió italià de pilots durant tres anys seguits (1937-1939).
L'any següent va obtenir el seu primer triomf gran, al Gran Premi de Trípoli del 1940, disputat a Líbia. A pesar seu, al moment en què estava arribant a la seva maduresa com a pilot, va esclatar la Segona Guerra Mundial, i van passar vuit anys abans que Farina pogués guanyar un altre Gran Premi.
Quan la Fédération Internationale de l'Automobile va anunciar el Campionat Mundial de Fórmula 1 de la temporada 1950, Farina es va assegurar una plaça a l'equip Alfa Romeo, per córrer amb Juan Manuel Fangio i Luigi Fagioli. Farina va obtenir tres victòries en set curses del campionat, i va reeixir així el primer campionat mundial en la categoria. Era el moment més important de la seva carrera.
A la temporada següent, 1951, només va poder fer d'escuder de Fangio, que va tenir un ritme de carrera més alt que el seu. L'italià va obtenir un únic triomf en el GP de Bèlgica, encara que va guanyar algunes de les carreres no puntuables per al campionat.
A la temporada 1952 va passar a Ferrari, i es va tornar a veure superat per un pilot més jove, Alberto Ascari, qui va aconseguir 9 victòries consecutives al campionat entre 1952 i 1953.
El primer triomf de Farina a Ferrari, que a la vegada seria l'última de les seves 5 victòries a la F1, es va produir en el GP d'Alemanya, disputat al Circuit de Nürburgring.
A aquest any, també va formar un equip amb el seu amic de la F1 Mike Hawthorn, per disputar i guanyar les 24 hores de Spa. A principis de 1954, Farina va guanyar una prova del Campionat Mundial d'Autos Esportius, encara que poc després va patir greus cremades en un accident a Monza.
Va intentar tornar a les pistes en la temporada 1955 prenent calmants, i va poder finalitzar a la zona de punts en diverses ocasions. En adonar-se que no podria arribar al seu nivell d'abans, va decidir retirar-se al final de la temporada.
Va morir en un accident de trànsit a Chambéry, França, mentre es dirigia com espectador al Gran Premi de França.

## Resultats a la Fórmula 1
((Carreres en negreta indica pole position)
| Any  | Equip      | 1       | 2       | 3       | 4       | 5       | 6       | 7       | 8       | 9       | Equip      | Posició | Punts |
| ---- | ---------- | ------- | ------- | ------- | ------- | ------- | ------- | ------- | ------- | ------- | ---------- | ------- | ----- |
| 1950 | Alfa Romeo | GBR 1   | MON Ret | IND DNP | SUI 1   | BEL 4   | FRA 7   | ITA 1   |         |         | Alfa Romeo | 1º      | 30    |
| 1951 | Alfa Romeo | SUI 3   | IND DNP | BEL 1   | FRA 5   | GBR Ret | ALE Ret | ITA Ret | ESP 3   |         | Alfa Romeo | 4º      | 22    |
| 1952 | Ferrari    | SUI Ret | IND DNP | BEL 2   | FRA 2   | GBR 6   | ALE 2   | HOL 2   | ITA 4   |         | Ferrari    | 2º      | 27    |
| 1953 | Ferrari    | ARG Ret | IND DNP | HOL 2   | BEL Ret | FRA 5   | GBR 3   | ALE 1   | SUI 2   | ITA 2   | Ferrari    | 3º      | 26    |
| 1954 | Ferrari    | ARG 2   | IND DNP | BEL Ret | FRA DNP | GBR DNP | ALE DNP | SUI DNP | ITA DNP | ESP DNP | Ferrari    | 8º      | 6     |
| 1955 | Ferrari    | ARG 3   | MON 4   | IND DNP | BEL 3   | HOL DNP | GBR DNP | ITA DNS |         |         | Ferrari    | 5º      | 10    |